# Aparasphenodon bokermanni
Az Aparasphenodon bokermanni a kétéltűek (Amphibia) osztályának békák (Anura) rendjébe és a levelibéka-félék (Hylidae) családjába tartozó faj.

## Előfordulása
A faj Brazília endemikus faja, azon belül São Paulo államban honos. Természetes élőhelye a trópusi vagy szubtrópusi nedves síkvidéki erdők.